# Przemysłowy Instytut Elektroniki
Przemysłowy Instytut Elektroniki – działający od lipca 1956 roku do października 2007 roku instytut, utworzony w miejsce Centralnego Laboratorium Elektroniki. Działalność instytutu była początkowo związana z zagadnieniami technologii lamp elektronowych (we współpracy z ZWLE) i ich produkcją doświadczalną (sondy jonizacyjne do pomiaru próżni, analizatory gazów resztkowych, niektóre lampy specjalne – diody szumowe, detektory promieniowania jonizującego, widikony, tyratrony, gazotrony i inne). W miarę postępu techniki półprzewodnikowej zmieniał się profil działalności instytutu, co powodowało także konieczność wydzielania nowych instytutów (np. Instytut Technologii Materiałów Elektronicznych, ITME) i oddziałów (Dolam Wrocław, ZAP Bolesławiec, oddział Toruński PIE).
Instytut był wielokrotnie reorganizowany (między innymi wydzielenie i ponowne włączenie (ze zmianami nazw) Ośrodka Badawczo-Rozwojowego Elektroniki Próżniowej, OBREP). W instytucie była prowadzona i rozwijana działalność związana m.in. z certyfikacją urządzeń elektronicznych, produkcją sitodrukarek, kalibracją próżniomierzy i wykrywaniem nieszczelności w aparaturze próżniowej, spawaniem wiązką elektronową, produkcją aparatury i podzespołów próżniowych, w tym: produkcją komór gaszeniowych, pomp jonowo-sorpcyjnych, spawarek elektronowych i innych.
Instytut mieścił się w Warszawie przy ul. Długiej 44/50. 1 września 2007 r. Przemysłowy Instytut Elektroniki został włączony w struktury Instytutu Tele- i Radiotechnicznego.